# 豊永隆盛
豊永 隆盛（とよなが りゅうせい、1947年8月1日 - ）は、熊本県出身の元プロ野球選手（投手、右投右打）・打撃投手・スコアラー。引退後暫くは名を章敬（あきのり）と名乗っていた。

## 来歴・人物
八代第一高校では、エースとして1964年秋季九州大会県予選準決勝に進むが熊本工に惜敗。翌1965年夏の甲子園県予選も準決勝で八代東高に敗れ、甲子園には出場できなかった。中央では無名だったが、同校では130試合で120勝8敗2引き分け。また四番打者として21本塁打を記録している。
卒業後は熊谷組への入社を希望していたが、1965年プロ野球ドラフト会議で中日ドラゴンズに1位指名され入団。1年目の1966年には1試合に登板するが、その後は肘の故障もあって期待に応えることができず、1973年を最後に引退した。引退後は中日で打撃投手・スコアラーを務め、2008年に退団した。
現在は中日で同僚だった渡部司が主宰する「渡部野球塾」にてコーチを務める。

## 詳細情報

### 年度別投手成績
| 年 度    | 球 団    | 登 板 | 先 発 | 完 投 | 完 封 | 無 四 球 | 勝 利 | 敗 戦 | セ 丨 ブ | ホ 丨 ル ド | 勝 率 | 打 者 | 投 球 回 | 被 安 打 | 被 本 塁 打 | 与 四 球 | 敬 遠 | 与 死 球 | 奪 三 振 | 暴 投 | ボ 丨 ク | 失 点 | 自 責 点 | 防 御 率 | W H I P |
| -------- | -------- | ----- | ----- | ----- | ----- | -------- | ----- | ----- | -------- | ----------- | ----- | ----- | -------- | -------- | ----------- | -------- | ----- | -------- | -------- | ----- | -------- | ----- | -------- | -------- | ------- |
| 1966     | 中日     | 1     | 0     | 0     | 0     | 0        | 0     | 0     | --       | --          | ----  | 8     | 1.1      | 3        | 0           | 1        | 0     | 0        | 0        | 0     | 0        | 2     | 2        | 18.00    | 3.00    |
| 通算:1年 | 通算:1年 | 1     | 0     | 0     | 0     | 0        | 0     | 0     | --       | --          | ----  | 8     | 1.1      | 3        | 0           | 1        | 0     | 0        | 0        | 0     | 0        | 2     | 2        | 18.00    | 3.00    |

### 背番号
- 18（1966年 - 1967年）
- 41（1968年 - 1971年）
- 30（1972年 - 1973年）
- 77（1974年 - 1977年）
- 80（1978年 - 1981年）